# Заслужений землевпорядник України
Заслужений землевпорядник України — державна нагорода України — почесне звання України, що надається Президентом України відповідно до Закону України «Про державні нагороди України» після набрання чинності з 27 травня 2021 року Закону України «Про внесення змін до деяких законодавчих актів України щодо вдосконалення системи управління та дерегуляції у сфері земельних відносин» від 28 квітня 2021 року № 1423-IX.
За станом на 31 грудня 2024 року, Президентом України ще не встановлені підстави для присвоєння почесного звання «Заслужений землевпорядник України» та не внесені відповідні зміни до положення про почесні звання України, затвердженого Указом № 476/2001 від 29 червня 2001 року.